# نيكس انترتيمنت
نيكس انترتيمنت (باليابانية: ネクスエンタテインメント) (بالإنجليزية: Nex Entertainment)‏ هي شركة يابانية مطورة لألعاب الفيديو . الشركة عادة لا تنشر الألعاب التي تطورها، بدلا من ذلك فهي تقوم بتطوير الألعاب لشركات أخرى على أساس تعاقدي. من عملائها شركات : سيجا، كابكوم، نامكو، سكوير إنكس وغيرها.

## الألعاب
- دينو كريسس
- ريزدنت إيفل كود: فيرونكا
- شينمو
- لوبين الثالث
- بايونيتا
- ريزدنت إيفل

## وصلات خارجية
- الموقع الرسمي
 (باليابانية)